# Illiasu Shilla
Illiasu Shilla, né le 26 octobre 1982, est un footballeur ghanéen. 
Il joue au poste de défenseur avec l'équipe du Ghana et le Asante Kotoko Kumasi.

## Carrière

### En club
- 2003 - 2005 : King Faisal Babes -  Ghana
- 2005 - 2006 : Asante Kotoko -  Ghana
- 2006 - 2008 : Saturn Ramenskoïe -  Russie

Il a participé deux fois à la Coupe de la CAF en 2004 et 2005.

### En équipe nationale
Shilla participe à la Coupe du monde 2006 avec l'équipe du Ghana.